# Hiệp hội Bao bì Việt Nam
Hiệp hội Bao bì Việt Nam là tổ chức xã hội nghề nghiệp phi lợi nhuận của những tổ chức và cá nhân hoạt động sản xuất, kinh doanh, sử dụng, nghiên cứu và quản lý có liên quan trực tiếp hoặc gián tiếp đến lĩnh vực bao bì tại Việt Nam.
Hiệp hội Bao bì Việt Nam có tên giao dịch tiếng Anh là Vietnam Packaging Association, viết tắt là VINPAS.
Hiệp hội Bao bì Việt Nam được thành lập theo Quyết định số 16/2001/QĐ-BTCCBCP ngày 19 tháng 4 năm 2001.
Điều lệ Hiệp hội sửa đổi hiện hành được thông qua ngày 21/7/2017 tại Đại hội Nhiệm kỳ III.
Văn phòng Hiệp hội Bao bì Việt Nam đặt tại địa chỉ Số 81 Đường số 5, p. Bình Trị Đông B, quận Bình Tân, Thành phố Hồ Chí Minh.